# Dưới bầu trời xa cách
Dưới bầu trời xa cách (tiếng Nhật: 遠く離れた同じ空の下で, tiếng Anh: Under the Same Sky) là một bộ phim điện ảnh truyền hình được thực hiện bởi Trung tâm Phim truyền hình Việt Nam, Đài Truyền hình Việt Nam phối hợp với Đài Truyền hình Ryukyu Asahi, Nhật Bản do Vũ Trường Khoa và Đào Duy Phúc làm đạo diễn. Phim phát sóng vào lúc 20:40 trong VTV Đặc biệt ngày 22 tháng 1 năm 2017 trên kênh VTV1 và vào lúc 14:05 ngày 20 tháng 3 năm 2017 trên kênh QAB.

## Nội dung
Dưới bầu trời xa cách là câu chuyện tình lãng mạn giữa một nữ phóng viên Nhật Bản Eri (Miyagi Karin) và chàng sinh viên người Việt Nam Hải (Quang Sự), là sự kết nối hai dân tộc đồng cảm với những mất mát ở quá khứ, khát vọng hòa bình ở tương lai...

## Diễn viên
- Quang Sự trong vai Hải[4]
- Miyagi Karin trong vai Eri[5]
- Chí Nhân trong vai Cường
- Teruya Toshiyuki trong vai Higa
- Viết Liên trong vai Ông Tân
- Đình Tú trong vai Linh
- Hương Giang trong vai Mỹ Hương
- Yoshida Taeko trong vai Taeko
- Kyan Hitomi trong vai Hitomi
- Arakaki Masahiro trong vai Euun
- Kuroshima Emiru trong vai Sari
- Omine Jun trong vai Uema
- Akabana Seinenkai trong vai Sawai
- David Shen trong vai Kudaka
- Shiroma Yuri trong vai Konchida
- Shiroma Yayol trong vai Quản lý
- Kisyaba Izumi trong vai Nhân viên bán hàng

Cùng một số diễn viên khác...

## Nhạc phim
| Danh sách nhạc phim theo thứ tự xuất hiện | Danh sách nhạc phim theo thứ tự xuất hiện                   | Danh sách nhạc phim theo thứ tự xuất hiện                       | Danh sách nhạc phim theo thứ tự xuất hiện | Danh sách nhạc phim theo thứ tự xuất hiện |
| STT                                       | Nhan đề                                                     | Phổ lời                                                         | Nghệ sĩ                                   | Thời lượng                                |
| ----------------------------------------- | ----------------------------------------------------------- | --------------------------------------------------------------- | ----------------------------------------- | ----------------------------------------- |
| 1.                                        | "Chưa bao giờ"                                              | Tiên Tiên                                                       | Quốc Huy                                  | 2:16                                      |
| 2.                                        | "Okinawa No Uta"                                            | Taichi Miyashiro, Yuri Matsufuji, Hajime Kodama, Masanori Ihara | Karin Miyagi                              | 2:53                                      |
| 3.                                        | "Dòng sông một bờ" (bài hát trong album "Đường xa vạn dặm") | Quốc Trung                                                      | Thanh Hoài                                | 7:43                                      |
| 4.                                        | "Lá cờ"                                                     | Phạm Toàn Thắng                                                 | Phạm Toàn Thắng                           | 5:19                                      |

## Giải thưởng
| Năm  | Giải thưởng                              | Hạng mục                | (Người) đề cử | Kết quả   | Tham khảo |
| ---- | ---------------------------------------- | ----------------------- | ------------- | --------- | --------- |
| 2017 | Liên hoan phim truyền hình quốc tế Tokyo | Phim truyền hình        | —             | Đoạt giải | [ 6 ]     |
| 2018 | Giải Cánh diều                           | Phim truyện truyền hình | —             | Bằng khen | [ 7 ]     |